# Damijan Kracina
Damijan Kracina, rojen 1970 v Kobaridu, Slovenija. Je akademski kipar in videast.

## Življenjepis
Študiral je na Akademiji za likovno umetnost in oblikovanje, Univerze v Ljubljani. Leta 1996 je diplomiral iz kiparstva in leta 1999 še iz videa in končal kiparsko specialko. V nadaljevanju študija in dela se je izpopolnjeval v tujini. Leta 1998 je ustvarjal kot gostujoči umetnik v Werkstadt Graz/Gradec, v Avstriji. Leta 2000 je bil v New Yorku s štipendijo Ministrstva za kulturo RS; leta 2002 je bil na Tamarid Institute v Albuquerqueu, Nova Mehika, ZDA. Dodatno je leta 2004 delal na Santa Fe Art Institute, Santa Fe, NM, ZDA.

## Delo
Bil je član in soustanovitelj skupine Provokart. Je ustanovitelj in bil v letih 1997−2000 umetniški vodja Artilerie Kluže. Je tudi ustanovni član Društva za domače raziskave.
Leta 2018/19 je po natečajni zmagi ustvaril par kipov za niši vhodnega pročelja Narodnega doma - Narodne galerije v Ljubljani. Za tem je s svojimi kipi okrasil park v Chengduju na Kitajskem.

## Nagrade
Dobitnik CEC ArtsLink nagrade za neodvisne projekte leta 2003. V letu 2004 je dobitnik delovne štipendije Ministrstva za kulturo RS.

## Vir
1. ↑  RKDartists
2. ↑  Umetnikova spletna stran